# Список еволюціоністів
Еволюціоністи- мислителі, філософи і  вчені, у працях яких висувалися  еволюційні ідеї. Список еволюціоністів поданий в хронологічному порядку.

## Античність
- Анаксимандр
- Ксенофан
- Емпедокл
- Платон
- Арістотель

## До Дарвіна
- Жорж Кюв'є
- Еразм Дарвін
- Етьєн Жоффруа Сент-Ілер
- Жан Батист Ламарк
- Жорж Бюффон
- Йоганн Готфрід Гердер
- Фрідріх Бурдах

## XIX століття
- Джованні Батіста Броккі
- Герберт Спенсер
- Чарльз Дарвін
- Альфред Рассел Уоллес
- Томас Генрі Хакслі
- Ернст Генріх Геккель
- Август Вейсман
- Едвард Коп
- Кропоткін Петро Олексійович
- Шмальгаузен Іван Федорович
- Шмальгаузен Іван Іванович
- Ковалевський Олександр Онуфрійович
- Ковалевський Максим Максимович
- Тімірязєв Климент Аркадійович
- Анрі Бергсон
- Сєверцов Олексій Миколайович
- Морган Льюїс Генрі
- Джеймс Джордж Фрейзер

## XX століття
- Берг Лев Семенович
- Грант, Верн — біолог, еволюціоніст, один з провідник американських ейдологів.
- Богданов Олександр Олександрович
- Четвериков Сергій Сергійович
- Рональд Ейлмер Фішер
- Конрад Лоренц
- Любищев Олександр Олександрович
- Опарін Олександр Іванович
- Джон Бердон Сандерсон Холдейн
- Ернст Вальтер Майр
- Джон Майнард Сміт
- Мотоо Кімура
- Мєдніков Борис Михайлович
- Мейєн Сергій Вікторович
- Толкотт Парсонс
- Елман Сервис
- Чайковський Юрій Вікторович
- Чайлд Вір Гордон
- Стівен Гулд
- Джордж Гейлорд Сімпсон
- Сєверцов Олексій Миколайович
- Сєверцов Олексій Сергійович